# Poliana buchholzi
Poliana buchholzi este o specie de molie din familia Sphingidae. Este întâlnită din pădurile din Africa de Vest până în Uganda și Kenya de Vest.